# Міжнародні відносини Бельгії
Бельгія — європейська країна та член важливих міжнародних організацій, таких як ЄС та НАТО, штаб-квартири яких розташовані в Брюсселі, Бельгія. Оскільки Бельгія за державно-територіальним устроєм є федерацією, то спільноти та регіони, на які поділяється держава, мають власні міжнародні відносини та можуть самостійно укладати міжнародні угоди.
Нова зовнішньополітична доктрина Бельгії — зовнішньополітичний курс Королівства Бельгія у 1990-х — 2000-х роках, пов'язаний, насамперед, із внутрішніми федеративними процесами у країні.

## Основні положення нової зовнішньополітичної доктрини
Низка модифікацій в зовнішньополітичній діяльності Бельгії пов'язана з новими внутрішніми реаліями у Королівстві. У результаті завершення тривалого (з 1970 р.) процесу федералізації країни значну автономію, в тому числі у галузі зовнішніх зв'язків, отримали суб'єкти федерації. Так, у 1993 р. відбулось підписання Сен-Мішельських угод провідними політичними об'єднаннями фламандців та франкофонів. У 1994 р. була прийнята нова Конституція Бельгії, яка передбачає два типи суб'єктів федерації: громади і регіони. Це призвело до помітного посилення регіональних акцентів у двосторонніх зв'язках.
У зв'язку з цим з початку 1990-х років Королівство Бельгія помітно додало активності в зовнішньополітичних справах. Головна заслуга в цьому належить міністрові закордонних справ Еріку Дерейке, який, спираючись на підтримку прем'єр-міністра Жана-Люка Дегане, у 1996—1997 рр. провів у МЗС Бельгії велику аналітичну роботу над новою зовнішньополітичною доктриною і почав успішно втілювати її в життя.
Основні положення нової зовнішньополітичної доктрини Бельгії зводяться до наступного. Бельгійці, тверезо оцінюючи обмежені можливості самостійних дій на міжнародній арені, мають намір впливати на вирішення питань, які становлять для них практичний інтерес або «моральну цінність». У цих цілях вони мають намір використовувати насамперед канали ЄС і ООН. З цієї стратегічної установкою сполучені і головні зовнішньополітичні пріоритети Бельгії на найближчу перспективу: сприяння зміцненню міжнародного потенціалу «трансформованого» Євросоюзу та реорганізації глобальних механізмів міжнародних відносин шляхом проведення кардинальної реформи ООН та її інститутів. При цьому бельгійці не забувають підкреслювати і традиційну пріоритетність своєї участі в НАТО і ЗЄС.
У міру можливості Бельгія має намір зберігати свій зовнішньополітичний «профіль» і в ряді конкретних міжнародних питань: побудова нової європейської архітектури безпеки, Центральна і Південна Африка; організація Конвенції про заборону протипіхотних мін тощо. Нове звучання останнім часом у зовнішній політиці Бельгії отримала постановка питання про глобальне значення етичного виміру міжнародних відносин. Ця тема знайшла втілення в бельгійських ініціативах з проблем роззброєння.

### Ініціативи у військовій сфері
Відповідно до Конституції Бельгії верховним головнокомандувачем збройними силами є король. Міністр оборони відповідає за загальний стан Збройних Сил, розробку і проведення політики в галузі військового будівництва, фінансування військових програм і виконання військового бюджету. Комплектування Збройних Сил рядовим складом здійснюється шляхом набору добровольців за контрактом, а з 2005 року ведеться набір на військову службу іноземців, які є громадянами держав — членів ЄС. При цьому враховується зобов'язання Бельгії про гарантоване виділення 1200 військовослужбовців для участі в операціях за межами національної території. Однак внаслідок скорочення особового складу та матеріальних ресурсів деякі завдання вже не виконуються у повному обсязі.
Будучи одним зі світових центрів торгівлі, транзиту і виробництва зброї, Бельгія (поряд із Канадою, Норвегією і Австрією), проте, стала ініціатором розробки Міжнародної конвенції про заборону протипіхотних мін. При цьому основний акцент бельгійці роблять на тезах про негуманний, невибірковий характер цієї зброї і на необхідності надання допомоги його жертвам. Вони взяли фінансову участь у створенні пілотного проекту виявлення з повітря мінних полів в Анголі, у програмі допомоги жертвам мін і Добровільному фонді розмінування ООН.

#### Ініціативи щодо реформи системи органів ООН
Серед загальних міжнародних проблем у ракурсі нової зовнішньополітичної доктрини пріоритетною для Бельгії є реформа системи органів ООН і її головна складова — реформа Ради Безпеки.
Основну увагу при цьому вони приділяють двом напрямкам — збільшення чисельного складу РБ та протидії практиці використання права вето його постійними членами. Бельгійці останнім часом виступають в ролі координатора так званої «неформальної групи» малих і середніх країн (до неї також входять Австралія, Австрія, Болгарія, Угорщина, Ірландія, Португалія, Словаччина, Чехія та Естонія), яка намагається сформулювати свої власні пропозиції з реформи РБ ООН.
Відмовившись від підтримки ідеї створення третьої категорії «напівпостійних» або «ротаційних» членів РБ, бельгійці останнім часом бачать вихід в одночасному збільшенні кількості постійних і непостійних членів Ради до 10 у кожній категорії при «більш справедливому» представництві в РБ «континентів і регіонів світу» — серед постійних членів РБ два місця закріпити «персоніфіковано» за Німеччиною і Японією, три залишити Африці, Азії, Латинській Америці; на п'ять місць пропонується збільшити і кількість непостійних членів Ради.

##### Розвиток зв'язків із державами СНД та неєвропейськими державами
Бельгія надає великого значення розвитку зв'язків із державами СНД, у першу чергу з Україною, Середньою Азією та Балтією. У квітні 1998 р. прем'єр-міністр Бельгії Ж.-Л. Дегане здійснив офіційний візит до Азербайджану, Казахстану та Узбекистану. Бельгійці намагаються вийти на нафтовий і газовий ринок цього регіону, спираючись, зокрема, на вже створений ними солідний економічний плацдарм у Казахстані.
У Баку було підписано міжурядову угоду про повітряні перевезення, в Алма-Аті — угоду про захист і заохочення інвестицій, конвенцію про уникнення подвійного оподаткування, в Ташкенті — угоду про розширення торговельно-економічного співробітництва.
24 жовтня 1997 р. у Брюсселі був підписаний Протокол про науково-технічне співробітництво між Російською Федерацією та Бельгією. Сторони дійшли згоди про спільну реалізацію 14 наукових проектів і домовилися продовжити обмін інформацією та переговори ще по 10 проектам, що становлять взаємний інтерес.
Бельгійське Королівство підтримує дипломатичні відносини з Іраном на рівні послів. Бельгійські приватні компанії активно присутні на іранському ринку (насамперед, у нафтохімічному секторі). Бельгійське посольство в Лівії офіційно представляло американські інтереси в цій країні. Характеризуючи правлячий лівійський режим як «одноосібну диктатуру Каддафі», бельгійці підкреслювали, однак, що в нинішніх умовах[коли?] йому немає «прийнятної альтернативи». Бельгійсько-марокканські відносини також мають особливий характер. У Бельгії проживає понад 200 тис. вихідців із цієї країни.

##### Нейтралітет
Через своє розташування на перехресті Західної Європи Бельгія історично була маршрутом вторгнення армій своїх великих сусідів. З практично незахищеними кордонами Бельгія традиційно прагнула уникнути панування з боку більш потужних країн, які оточують її, за допомогою політики посередництва. Концерт Європи санкціонував створення Бельгії в 1831 році за умови, що країна точно залишиться нейтральною.
Ця політика нейтралітету закінчилася після німецької окупації під час Першої світової війни. У роки, що передували Другій світовій війні, Бельгія намагалася повернутися до політики нейтралітету, але вкотре Німеччина вторглась у країну. У 1948 році Бельгія підписала Брюссельський договір з Великою Британією, Францією, Нідерландами та Люксембургом, а через рік стала однією з країн-засновниць Атлантичного альянсу.

##### Європейська інтеграція
Бельгія є потужним адвокатом євроінтеграції та більшість аспектів своєї зовнішньої, економічної, торгової політики координує з ЄС, який має штаб-квартири в Брюсселі (Європейська Комісія, Рада ЄС та засідання Європейського Парламенту). Повоєнний митний союз Бельгії з Нідерландами та Люксембургом поклав початок створенню Європейського Співтовариства (попередник Європейського Союзу), членом якого була Бельгія.